# 1960年ウィンブルドン選手権
1960年 ウィンブルドン選手権（1960ねんウィンブルドンせんしゅけん、The Championships, Wimbledon 1960）に関する記事。イギリス・ロンドン郊外にある「オールイングランド・ローンテニス・アンド・クローケー・クラブ」にて開催。

## シード選手

### 男子シングルス
1. ニール・フレーザー　（初優勝）
2. バリー・マッケイ　（ベスト8）
3. ロッド・レーバー　（準優勝）
4. ルイス・アヤラ　（ベスト8）
5. ニコラ・ピエトランジェリ　（ベスト4）
6. ロイ・エマーソン　（ベスト8）
7. ラマナサン・クリシュナン　（ベスト4）
8. アール・ブックホルツ　（ベスト8、途中棄権）

### 女子シングルス
1. マリア・ブエノ　（優勝、大会2連覇）
2. ダーリーン・ハード　（ベスト8）
3. クリスティン・トルーマン　（ベスト4）
4. アン・ヘイドン　（ベスト4）
5. アンジェラ・モーティマー　（ベスト8）
6. ジュジャ・ケルメツィ　（2回戦）
7. ジャン・レヘイン　（1回戦、不戦敗）
8. サンドラ・レイノルズ　（準優勝）

### 男子ダブルス
1. ロイ・エマーソン＆ ニール・フレーザー
2. ロッド・レーバー＆ ロバート・マーク
3. ホセ・ルイス・アリラ＆ アンドレス・ヒメノ
4. ニコラ・ピエトランジェリ＆ オーランド・シロラ

### 女子ダブルス
1. ダーリーン・ハード＆ マリア・ブエノ
2. ヨラ・ラミレス＆ マーガレット・ヘルヤー
3. ジャネット・ホップス＆ カレン・ハンツェ
4. サンドラ・レイノルズ＆ レネ・シュールマン

### 混合ダブルス
1. ロッド・レーバー＆ ダーリーン・ハード
2. ロバート・ハウ＆ マリア・ブエノ
3. ロイ・エマーソン＆ アン・ヘイドン
4. ボブ・ヒューイット＆ ジャン・レヘイン

## 大会経過

### 男子シングルス
準々決勝
- ニール・フレーザー vs.  アール・ブックホルツ　4-6, 6-3, 4-6, 15-15 （途中棄権）
- ラマナサン・クリシュナン vs.  ルイス・アヤラ　7-5, 10-8, 6-2
- ロッド・レーバー vs.  ロイ・エマーソン　6-4, 5-7, 6-4, 6-4
- ニコラ・ピエトランジェリ vs.  バリー・マッケイ　16-14, 6-2, 3-6, 6-4

準決勝
- ニール・フレーザー vs.  ラマナサン・クリシュナン　6-3, 6-2, 6-2
- ロッド・レーバー vs.  ニコラ・ピエトランジェリ　4-6, 6-3, 8-10, 6-2, 6-4

### 女子シングルス
準々決勝
- マリア・ブエノ vs.  アンジェラ・モーティマー　6-1, 6-1
- クリスティン・トルーマン vs.  カレン・ハンツェ　4-6, 6-4, 6-4
- アン・ヘイドン vs.  レネ・シュールマン　7-5, 1-6, 6-2
- サンドラ・レイノルズ vs.  ダーリーン・ハード　6-1, 2-6, 6-1

準決勝
- マリア・ブエノ vs.  クリスティン・トルーマン　6-0, 5-7, 6-1
- サンドラ・レイノルズ vs.  アン・ヘイドン　6-3, 2-6, 6-4

## 決勝戦の結果
男子シングルス
- ニール・フレーザー vs.  ロッド・レーバー　6-4, 3-6, 9-7, 7-5

女子シングルス
- マリア・ブエノ vs.  サンドラ・レイノルズ　8-6, 6-0

男子ダブルス
- ラファエル・オスナ＆ デニス・ラルストン vs.  マイク・デービース＆ ロバート・ウィルソン　7-5, 6-3, 10-8

女子ダブルス
- ダーリーン・ハード＆ マリア・ブエノ vs.  サンドラ・レイノルズ＆ レネ・シュールマン　6-4, 6-0

混合ダブルス
- ロッド・レーバー＆ ダーリーン・ハード vs.  ロバート・ハウ＆ マリア・ブエノ　13-11, 3-6, 8-6